# Elecció papal de 1198
L'elecció papal de 1198 va ser convocada després de la mort del papa Celestí III i va acabar amb l'elecció del cardenal Lotario dei Conti di Segni, que va prendre el nom d'Innocenci III. En aquesta elecció per primera vegada es va elegir el papa per escrutini.

## Mort de Celestí III
El papa Celestí III havia estat escollit el 1191 amb 85 anys. Malgrat la seva edat avançada, el seu pontificat va durar gairebé set anys. El dia de Nadal de 1197, amb 91 anys, el Papa va expressar que volia renunciar al papat amb la condició que el cardenal Giovanni di San Paolo, proper col·laborador seu, fos elegit nou papa. Els cardenals van rebutjar el suggeriment, que era incompatible amb la norma que indicava que els electors havien de ser lliures en l'elecció papal. Poc després, el 8 de gener de 1198, Celestí III va morir i els cardenals presents al seu llit de mort de seguida van iniciar els procediments per iniciar l'elecció del seu successor.

## Participants
A la mort de Celestí III hi havia 29 cardenals Col·legi Cardenalici. No obstant, no eren més de 21 els que estaven a Roma segons l'anàlisi de les biografies dels cardenals. Walaczek suggereix fins i tot un nombre inferior de cardenals, diu que eren 19 o 20, però no indica quins cardenals eren absents. En canvi Greenwood assegura que almenys 5 dels 20 cardenals estaven absents. Quatre dels electors foren creats per Celestí III, cinc per Luci III, un per Alexandre III i els altres 13 per Climent III. Almenys vuit cardenals no van assistir a l'elecció.
| Elector                         | Títol                                                   | Elevat                 | Elevador           | Notes                                                                                           |
| ------------------------------- | ------------------------------------------------------- | ---------------------- | ------------------ | ----------------------------------------------------------------------------------------------- |
| Ottaviano di Paoli              | Bisbe d'Ostia i Velletri                                | 18 de desembre de 1182 | Papa Luci III      | Va consagrar el nou papa al sacerdoci i el va nomenar bisbe                                     |
| Pietro Gallocia                 | Bisbe de Porto i Santa Rufina                           | 1188                   | Papa Climent III   |                                                                                                 |
| Soffredo                        | Sacerdot de S. Prassede                                 | 18 de desembre de 1182 | Papa Luci III      |                                                                                                 |
| Pietro Diana                    | Sacerdot de S. Cecilia                                  | 16 de març de 1185     | Papa Luci III      |                                                                                                 |
| Giordano di Ceccano, O.Cist.    | Sacerdot de S. Pudenziana                               | 12 de març de 1188     | Papa Climent III   |                                                                                                 |
| Giovanni da Viterbo             | Sacerdot de S. Clemente i bisbe de Viterbo i Toscanella | maig de 1189           | Papa Climent III   |                                                                                                 |
| Guido Papareschi                | Sacerdot de S. Maria in Trastevere                      | 22 de setembre de 1190 | Papa Climent III   |                                                                                                 |
| Giovanni di Salerno, O.S.B.Cas. | Sacerdot de S. Stefano in Monte Celio                   | 22 de setembre de 1190 | Papa Climent III   | Elegit papa, però va declinar                                                                   |
| Cinzio Cenci                    | Sacerdot de S. Lorenzo in Lucina                        | 22 de setembre de 1190 | Papa Climent III   |                                                                                                 |
| Ugo Bobone                      | Sacerdot de SS. Silvestro e Martino                     | 22 de setembre de 1190 | Papa Climent III   | Arxipreste de la Basílica de Sant Pere del Vaticà                                               |
| Giovanni di San Paolo           | Sacerdot de S. Prisca                                   | 20 de febrer de 1193   | Papa Celestí III   | Celestí III l'escollí com a successor                                                           |
| Graziano da Pisa                | Diaca de SS. Cosma e Damiano                            | 4 de març de 1178      | Papa Alexandre III | Protodiaca; va coronar el nou papa                                                              |
| Gerardo Allucingoli             | Diaca de S. Adriano                                     | 12 de desembre de 1182 | Papa Luci III      | Cardenal-nebot                                                                                  |
| Gregorio de San Apostolo        | Diaca de S. Maria in Portico                            | 12 de març de 1188     | Papa Climent III   |                                                                                                 |
| Gregorio Crescenzi              | Diaca de S. Maria in Aquiro                             | 12 de març de 1188     | Papa Climent III   |                                                                                                 |
| Gregorio Carelli                | Diaca de S. Giorgio in Velabro                          | 22 de setembre de 1190 | Papa Climent III   |                                                                                                 |
| Lotario dei Conti di Segni      | Diaca de SS. Sergio e Bacco                             | 22 de setembre de 1190 | Papa Climent III   | Cardenal-nebot; elegit Papa Innocenci III                                                       |
| Gregorio Boboni                 | Diaca de S. Angelo in Pescheria                         | 22 de setembre de 1190 | Papa Climent III   |                                                                                                 |
| Niccolò Scolari                 | Diaca de S. Maria in Cosmedin                           | 22 de setembre de 1190 | Papa Climent III   | Cardenal-nebot                                                                                  |
| Bobo                            | Diaca de S. Teodoro                                     | 20 de febrer de 1193   | Papa Celestí III   | Cardenal-nebot                                                                                  |
| Cencio                          | Diaca de S. Lucia in Silice i Camarlenc                 | 20 de febrer de 1193   | Papa Celestí III   | Fou vice-canceller papal; futur papa Honori III (1216-1227); possiblement de la família Savelli |

### Absents
| Elector                         | Títol                                           | Elevat                 | Elevador           | Notes |
| ------------------------------- | ----------------------------------------------- | ---------------------- | ------------------ | --- |
| Konrad von Wittelsbach          | Bisbe de Sabina i Arquebisbe de Mainz           | 18 de desembre de 1165 | Papa Alexandre III | Degà del Col·legi Cardenalici; legat del papa; cardenal extern                                                                                               |
| Guillaume aux Blanches Mains    | Sacerdot de S. Sabina i Arquebisbe de Reims     | març de 1179           | Papa Alexandre III | Protoprevere; Ministre del Regne de França; cardenal extern                                                                                                  |
| Ruggiero di San Severino        | Sacerdot de S. Eusebio i Arquebisbe de Benevent | Cap al 1178-1180       | Papa Alexandre III | Cardenal extern |
| Pandolfo da Lucca               | Sacerdot de SS. XII Apostoli                    | 18 de desembre de 1182 | Papa Luci III      | Legat del Papa a la Toscana |
| Adelardo Cattaneo               | Cardenal S.R.E. i bisbe de Verona               | 16 de març de 1185     | Papa Luci III      | Va renunciar a l'església titular de San Marcello després de l'elecció de la seu de Verona el 1188; cardenal extern                                          |
| Bernardo, C.R.S.F.              | Sacerdot de S. Pietro in Vincoli                | 12 de març de 1188     | Papa Climent III   | Legat del Papa a la Toscana i Llombardia |
| Roffredo dell'Isola, O.S.B.Cas. | Sacerdot de SS. Marcellino e Pietro             | 1188                   | Papa Climent III   | Abat de Monte Cassino; cardenal extern |
| Pere de Capua                   | Diaca de S. Maria in Via Lata                   | 20 de febrer de 1193   | Papa Celestí III   | Ell va ser llegat a Bohèmia i Polònia el 1197. A la mort de Celestí III ja havia acabat d'aquesta missió, però no va poder arribar a Roma abans de l'elecció |

## Elecció del Papa Innocenci III

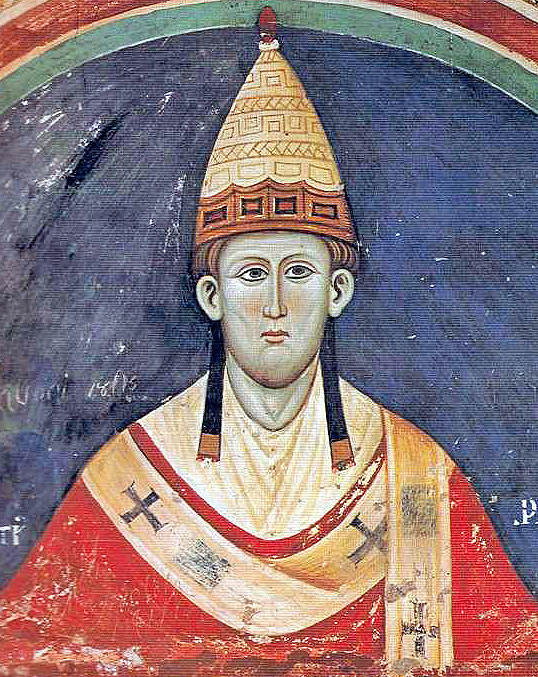
Papa Innocenci III

El mateix dia que Celestí III va morir els cardenals es van reunir al Septizodium en un tancament voluntari. Per aquest motiu, diversos autors consideren que aquest és el primer conclave papal, tot i que els procediments formals del conclave no es van desenvolupar fins l'elecció papal de 1268-71, i foren implementats per primera vegada al conclave de gener de 1276. Per primera vegada els electors van votar per escrutini. Alguns cardenals van ser elegits escrutadors; i van comptar els vots, registrar el resultat i anunciar-lo a la resta del Col·legi Cardenalici. L'historiador Piazzoni detalla aquest procediment citant dues fonts contemporànies: Oratio pro eligendo pontifice i Gesta Innocentii papae. Greenwood indica que hi ha evidències que indiquen que un procediment similar també es va utilitzar a l'elecció papal de 1191, però la font que cita és ambigua i insuficient per fer tal afirmació.
En el primer escrutini el cardenal Giovanni di Salerno va rebre el major nombre de vots (deu), però va declarar que no volia acceptar l'elecció al pontificat. En el segon escrutini els cardenals van elegir per unanimitat el cardenal LLotario dei Conti di Segni, diaca de SS. Sergio e Bacco, que amb els seus 37 anys era el més jove de tots els cardenals. Va acceptar la seva elecció i va prendre el nom d'Innocenci III, pensant en el seu predecessor, el papa Innocenci II (1130-1143), que havia aconseguit fer valer l'autoritat del papa per sobre la de l'emperador, en contrast amb la política de Celestí III.
El 22 de febrer de 1198 el nou papa va ser consagrat com a bisbe pel cardenal Ottaviano di Paoli, bisbe d'Ostia i Velletri, i solemnement coronat pel cardenal Graziano da Pisa, protodiaca de SS. Cosma e Damiano.